# Scottsville (Texas)
Scottsville é uma cidade localizada no estado norte-americano de Texas, no Condado de Harrison.

## Demografia
Segundo o censo norte-americano de 2000, a sua população era de 263 habitantes.
Em 2006, foi estimada uma população de 274, um aumento de 11 (4.2%).

## Geografia
De acordo com o United States Census Bureau tem uma área de
3,4 km², dos quais 3,4 km² cobertos por terra e 0,0 km² cobertos por água. Scottsville localiza-se a aproximadamente 125 m acima do nível do mar.

## Localidades na vizinhança
O diagrama seguinte representa as localidades num raio de 28 km ao redor de Scottsville.